# Jean-Baptiste Raulin
Jean-Baptiste Raulin est un homme politique français né le 27 janvier 1759 à Nantillois (Meuse) et décédé le 14 décembre 1835 à Montfaucon-d'Argonne (Meuse).
Juge de paix à Montfaucon en 1816, il est destitué par le gouvernement. Il est député de la Meuse de 1820 à 1824, siégeant à gauche, dans l'opposition à la Restauration.
Son petit-fils est le géologue Victor Raulin.

## Sources
- « Jean-Baptiste Raulin », dans Adolphe Robert et Gaston Cougny, Dictionnaire des parlementaires français, Edgar Bourloton, 1889-1891 [détail de l’édition]